# Schulstiftung der Erzdiözese Freiburg

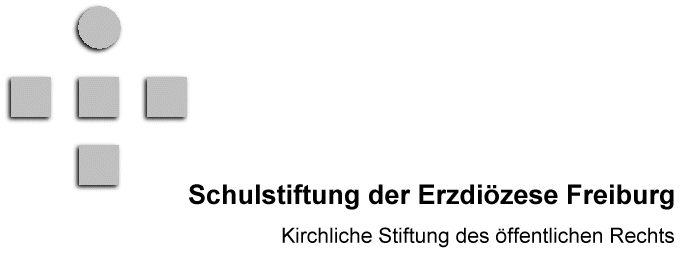
Logo der Schulstiftung

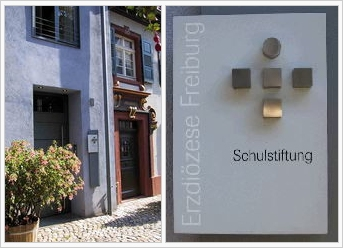
Eingang zur ehemaligen Geschäftsstelle in der Freiburger Altstadt

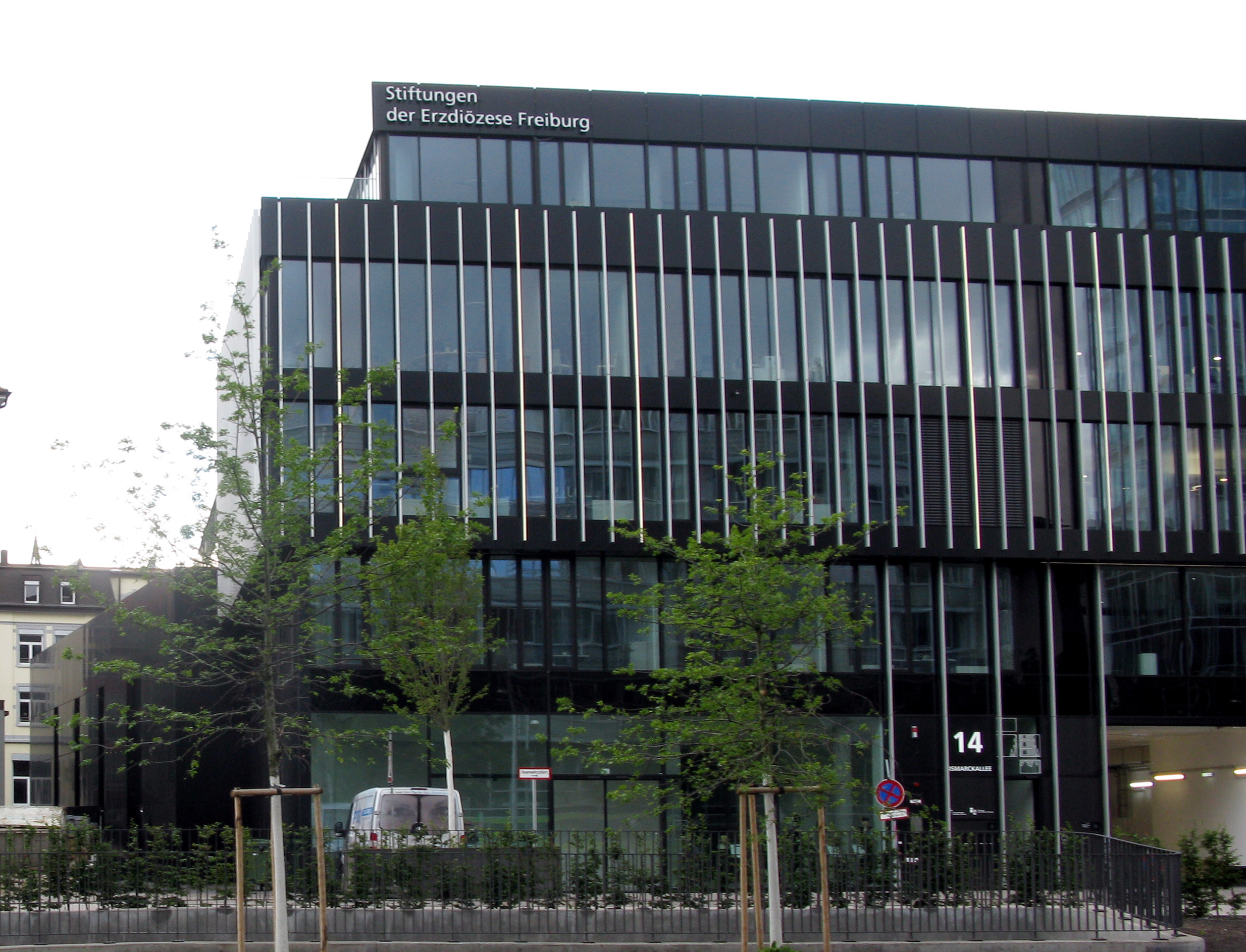
Sitz der Geschäftsstelle seit 2021

Die Schulstiftung der Erzdiözese Freiburg wurde 1988 durch Erzbischof Oskar Saier als kirchliche Stiftung des öffentlichen Rechts gegründet.
Die Stiftung ist Träger aller katholischen weiterbildenden Schulen in der Erzdiözese Freiburg mit Ausnahme des Kollegs St. Blasien und des Marianums in Allensbach-Hegne. Alle Schulen der Schulstiftung sind nach dem baden-württembergischen Gesetz über die Schulen in Freier Trägerschaft staatlich anerkannt und führen zu den entsprechenden Abschlüssen.
Die Schulstiftung sieht sich in der Tradition kirchlichen Engagements um die Bildung und Erziehung von Kindern und Jugendlichen. Sie bezeichnet „die Lebensgemeinschaft Schule als ideales Feld, Solidarität zu üben und Solidarität zu erfahren“ und „Soziale Sensibilität oder Gemeinsinn“ als wichtiges Erziehungsziel. „Auf dem Hintergrund des biblisch christlichen Gottes- und Menschenbildes“ sollen die Heranwachsenden in ihren Schulen „zur Mündigkeit und aktiven Mitgestaltung von Gesellschaft und Kirche befähigt werden“.
Stiftungsdirektor ist Patrick Krug, Geschäftsführerin ist Andrea Mayer. Die Geschäftsstelle befindet sich in der Bismarckallee 14, im 2021 fertig gestellten Volksbankkomplex in Freiburg im Breisgau.

## Schulen und Internate

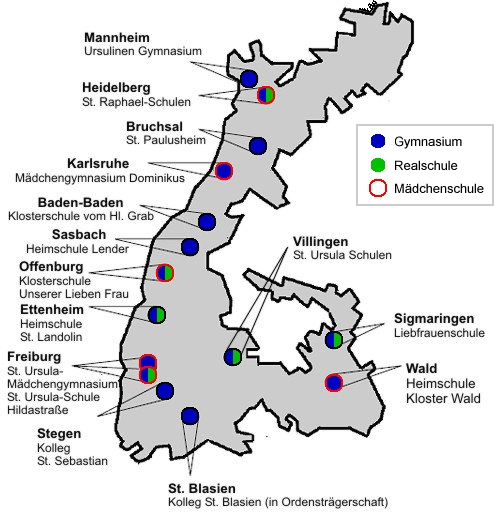
Übersichtskarte der katholischen Schulen in der Erzdiözese Freiburg

### Allgemeinbildende Gymnasien
Einige Schulen genügen mehreren Kriterien und sind daher mehrfach genannt.
- Baden-Baden, Klosterschule vom Heiligen Grab
- Bruchsal, St. Paulusheim
- Ettenheim, Heimschule St. Landolin
- Freiburg, Mädchengymnasium St. Ursula
- Heidelberg, St. Raphael-Schulen
- Karlsruhe, Mädchengymnasium St. Dominikus
- Mannheim, Ursulinen-Gymnasium
- Offenburg, Klosterschule Unserer Lieben Frau
- Sasbach (bei Achern), Heimschule Lender
- Sigmaringen, Liebfrauenschule
- Stegen, Kolleg St. Sebastian
- St. Blasien, Kolleg St. Blasien (in Ordensträgerschaft der Jesuiten)
- VS-Villingen,  St. Ursula Schulen
- Wald, Heimschule Kloster Wald

### Berufliche Gymnasien / Wirtschaftsgymnasien, Sozialwissenschaftliche Gymnasien
- Ettenheim, Heimschule St. Landolin (SG, WG)
- Freiburg, St. Ursula Schulen Hildastraße (SG, WG)
- Sasbach (bei Achern), Heimschule Lender (SG, WG)

### Realschulen
- Ettenheim, Heimschule St. Landolin
- Freiburg, St. Ursula Schulen Hildastraße (Mädchenrealschule)
- Heidelberg, St. Raphael-Schulen
- Offenburg, Klosterschule Unserer Lieben Frau
- Sigmaringen, Liebfrauenschule
- VS-Villingen,  St. Ursula Schulen

### Internate
- St. Blasien, Kolleg St. Blasien
- Wald, Heimschule Kloster Wald

### Mädchenschulen
- Freiburg, Mädchengymnasium St. Ursula
- Freiburg, St. Ursula Schulen Hildastraße (Mädchenrealschule)
- Heidelberg, St. Raphael-Schulen (Realschule)
- Karlsruhe, Mädchengymnasium St. Dominikus
- Offenburg, Klosterschule Unserer Lieben Frau
- Wald, Heimschule Kloster Wald